# Riccardo Nencini
Riccardo Nencini (né le 19 octobre 1959 à Barberino di Mugello) est une personnalité politique italienne, vice-ministre et ancien député européen (1994-1999). Il est sénateur depuis 2013, réélu en 2018.

## Biographie
Membre et dirigeant du Parti socialiste italien, Riccardo Nencini en suit l'évolution au sein des SDI et finalement au sein du Parti socialiste dont il devient secrétaire en 2008.
Il a étudié l'histoire à la faculté de sciences politiques Cesare-Alfieri de l'université de Florence. L'université de Leicester lui a attribué un doctorat ad honorem en lettres, en février 2004.
Le 6 juillet 2008, durant le Congrès national du néo Parti socialiste, il en est élu secrétaire national, mandat qu’il conserve jusqu’au 31 mars 2019.
Le 28 février 2014, il devient secrétaire d'État puis vice-ministre aux Infrastructures et aux Transports du gouvernement Renzi, et est confirmé dans le gouvernement Gentiloni.